# عبد الرزاق خيري
عبد الرزاق خيري لاعب المنتخب المغربي سابقا من مواليد الرباط في 20 نوفمبر 1962، وكان خيري يلعب مع نادي الجيش الملكي كما سبق له لاحتراف في أحد الأندية العمانية.

## مسيرته

### المشوار مع المنتخب المغربي
بدأ خيري اللعب مع المنتخب المغربي في سنة 1985 عندما كان في 23 من عمره وشارك من المنتخب المغربي في كأس العالم وإفريقيا سنة 1986 وتألق في مونديال 1986 بتسجيله هدفين في مرمى المنتخب البرتغالي واعتزل خيري اللعب دوليا سنة 1990 وهو في 28 من عمره.

### المشوار مع الجيش الملكي
سجل 11 هدفاً في 4 مشاركات مع نادي الجيش الملكي في دوري أبطال إفريقيا سنوات 1985 حين سجل 4 أهداف وقاده للفوز بلقب المسابقة لأول مرة في تاريخه، وسجل 3 أهداف سنة 1986 و 3 أيضاً سنة 1988 وهدف واحد سنة 1990 .

## الإنجازات
نادي الجيش الملكي
- دوري أبطال إفريقيا (1): 1985
- الدوري المغربي (3): 1984، 1987، 1989
- كأس العرش (3): 1984، 1985، 1986

## إحصائيات
- المشاركة في بطولة كأس العالم 1986.
- المشاركة في بطولة كأس الأمم الإفريقية سنتي 1986 - 1988.
- هداف الدوري المغربي موسم 1986/1987 برصيد 12 هدف (مع نادي الجيش الملكي)

## روابط خارجية
- عبد الرزاق خيري على موقع الاتحاد الدولي (مؤرشف)  (الإنجليزية)
- عبد الرزاق خيري على موقع قاعدة بيانات كرة القدم.إي يو (الإنجليزية)
- عبد الرزاق خيري على موقع ناشيونال فوتبول تيمز (الإنجليزية)
- عبد الرزاق خيري على موقع عالم كرة القدم.نت (الإنجليزية)
- عبد الرزاق خيري على موقع GSA (الإنجليزية)